# Sand (Rogaland)
 For alternative betydninger, se Sand (flertydig). (Se også artikler, som begynder med Sand)
Sand er en by som er administrationscenteret i Suldal kommune i Rogaland fylke i Norge. Byen har 4.651 indbyggere pr. 1. januar 2011, og ligger omtrent 30 kilometer syd for Sauda. Sand har færgeforbindelse over Sandsfjorden til Ropeid. Færgeforbindelsen er en del af riksvei 46. Floden Suldalslågen har sit udløb i Sand.
Sand har lange traditioner, blandt andet inden for skibsbygning. Sand var Statkrafts administrationscenter under udbygningen af Ulla-Førre anlægget. Dette førte til at standarden på vejnettet omkring Sand blev kraftig forbedret. Under udbygningen byggede Statkraft også en ny skole i Sand.
Her ligger også Ryfylkemuseet og Sand kirke, som blev bygget i 1852.

## Kendte personer fra Sand
- Rasmus Løland (1861–1907) forfatter